# 拜占庭研究促进会
拜占庭研究促进会（英语：Society for the Promotion of Byzantine Studies，SPBS）是一个建于1983年的非营利组织，旨在“旨在推进研究、了解拜占庭帝国及其邻国的历史和文化、语言和文学”。
这一协会同时在国际拜占庭学研究会（AIEB）中充任代表英国的团体，其现任主席是牛津大学的艾薇尔·卡梅隆。

## 活动
该协会每年春季会举办与拜占庭有关的研讨会，并由Routledge出版其会议论文集，春季、秋季等会举行讲座。另外学会每年秋季还会出版内部通讯。